# Thương Sơn, Phúc Châu
Thương Sơn (tiếng Trung: 仓山区, Hán Việt: Thương Sơn khu) là một quận thuộc thành phố Phúc Châu, tỉnh Phúc Kiến, Trung Quốc. Quận có dân số 1,142,991 người (2020), quận lỵ ở đại lộ Mân Giang. Quận Thương Sơn có 8 nhai đạo, 5 trấn, 1 nông trại.